# Aimé Argand

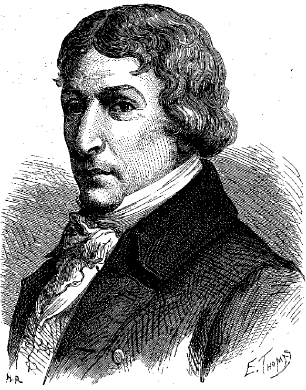
François Pierre Ami Argand

Aimé Argand (Genève, 5 juli 1755 - Londen, 14 oktober 1803), voluit François Pierre Ami Argand, was een Zwitserse schei-, natuur- en werktuigbouwkundige.
Hij is vooral bekend door de ontwikkeling van een speciaal type olielamp (de Argandse lamp) die dankzij een holle, buisvormige pit met een glazen schoorsteen eromheen een goede, rustige verbranding heeft met hoge lichtopbrengst en weinig roetvorming. Hij kreeg in 1784 in Engeland een patent toegekend voor deze vinding. De techniek is vooral van belang gebleken voor nieuwe ontwikkelingen voor de verlichting van vuurtorens en theaters. Als specialist op het gebied van verbranding assisteerde hij in september 1783 ook de Gebroeders Montgolfier bij de ontwikkeling van hun luchtballon.
Samen met Joseph-Michel Montgolfier ontwikkelde Aimé Argand de waterslagpomp. 